# Деликтоспособность
Деликтоспособность — способность лица самостоятельно нести ответственность за вред, причинённый его противоправным деянием (действием либо бездействием). Является элементом дееспособности. Выражается в способности субъекта самостоятельно осознавать свой поступок и его вредоносные результаты, отвечать за свои противоправные деяния и нести за них юридическую ответственность.
Наступает с 16 лет, хотя согласно статье 20 УК РФ существуют преступления, ответственность за которые наступает в 14 лет (против личности, собственности и т. п.).
Деликтоспособность в гражданском праве является элементом правосубъектности и означает способность нести ответственность за совершенные правонарушения. 